# Sparrowhawk Media
Sparrowhawk Media – brytyjska grupa medialna. W 2007 roku została przejęta przez NBC Universal i od tej pory przyjęła nazwę Universal Networks International (wcześniej NBC Universal Global Networks).

## Najbardziej znane marki należące dawniej do grupy
- Hallmark Channel – kanał filmowy
- Movies 24 – kanał filmowy
- KidsCo – kanał dla dzieci